# Ángel Castellanos Céspedes
Ángel Castellanos Céspedes, conegut futbolísticament com a Castellanos (Miguelturra, Ciudad Real, 15 de novembre de 1952 - València, 2 de gener de 2024), fou un futbolista castellanomanxec que durant la seua carrera professional va patir variacions en el seu joc, ja que els seus inicis va actuar d'interior, posteriorment ho va fer de central per a acabar com migcampista defensiu, arribant a ser internacional per Espanya.
Es caracteritzava per tindre fama de ser un jugador lent, limitat tècnicament i dur, però que per a la majoria dels seus entrenadors va ser titular indiscutible.

## Trajectòria
Castellanos debuta en la temporada 1971-1972 en Primera divisió amb el CE Sabadell en la jornada 28, el 2 d'abril de 1972, entrant com substitut en un CE Sabadell - Sevilla FC.
Juga només dos partits més en la mateixa temporada i sempre entrant com a substitut.
A la campanya següent fitxa pel Granada CF, primer jugant com interior titular, per a posteriorment fer-lo de central cada vegada menys fix en l'onze titular.
Ladislao Kubala seleccionador espanyol el convoca per a la selecció espanyola, fent-lo debutar el 21 de setembre de 1974 en un Dinamarca-Espanya amb resultat d'1 a 2 jugat a Copenhaguen. Només acudiria a la convocatòria de la selecció dues vegades més en el mateix any.
En la temporada 1976-1977 fitxa pel València CF, junt amb ell, un València CF que vol renovar-se, arriben, Mario Kempes, procedent del Rosario Central de l'Argentina, Carlos Diarte (del Reial Saragossa), Botubot (del Cadis), Ricardo Arias (del CE Mestalla), Miguel Ángel Adorno i Carlos Pereira (recuperats del Deportivo Alavés), Juan Carlos (de l'Hèrcules) i Pepe Carrete (del Reial Oviedo).
En el València CF va començar a jugar de defensa, però després de diversos partits irregulars es va descobrir que era millor migcampista defensiu, lloc, que va ser seu en l'onze inicial durant nou temporades.
En l'equip merengot va aconseguir inaugurar el seu palmarès esportiu, destacant la consecució de la Copa del Rei de 1979 guanyada al Reial Madrid en l'estadi Vicente Calderón per 0-2 amb dos gols de Mario Kempes, la Recopa d'Europa de 1980, jugant de titular en la final disputada en l'estadi de Heysel (Brussel·les) i que va marcar un penal decisiu en els agònics llançaments de penals de desempat.
La temporada següent es va proclamar campió de la Supercopa d'Europa jugant en els dos partits de disputats, el 25 d'octubre de 1980 en l'estadi City Ground (Nottingham) i el 17 de desembre de 1980 a Mestalla.
Va rebre la baixa amb el descens de la temporada 1985-1986, ja que els problemes econòmics de l'entitat van provocar el canvi de rumb esportiu del València CF que es va basar en una nova fornada de joves jugadors i es va retirar del futbol professional.

## Palmarès
- 1 Copa del Rei: 1979.
- 1 Recopa d'Europa: 1980.
- 1 Supercopa d'Europa: 1980.